# UFC Fight Night: Namajunas vs. VanZant
UFC Fight Night: Namajunas vs. VanZant è stato un evento di arti marziali miste tenuto dalla Ultimate Fighting Championship svolto il 10 dicembre 2015 al The Chelsea at The Cosmopolitan di Las Vegas, Stati Uniti.

## Retroscena
Nel main event della card avrebbero dovuto affrontarsi, nella categoria dei pesi paglia femminili, Paige VanZant e Joanne Calderwood. Tuttavia, il 28 ottobre, la Calderwood venne rimossa dalla card e sostituita da Rose Namajunas.
Questo evento fu il primo organizzato dalla UFC al The Chealse at The Cosmopolitan, ed il primo del nord America ad essere trasmesso esclusivamente per il network della compagnia, UFC Fight Pass.
L'incontro di pesi welter tra Sheldon Westcott e Edgar Garcia venne spostato da questo evento ad UFC 195.
Lyman Good avrebbe dovuto affrontare Omari Akhmedov. Tuttavia, Good venne rimosso dalla card a fine ottobre ed sostituito da Sergio Moraes.
Michael Graves doveva vedersela con Danny Roberts, ma il 30 novembre subì un infortunio e venne sostituito da Nathan Coy.

## Risultati
|                                   | Divisione                        |                                  |                                  |                                  | Metodo                                             | Round                            | Tempo                            | Premio                           |
| Card Principale (UFC Fight Pass)  | Card Principale (UFC Fight Pass) | Card Principale (UFC Fight Pass) | Card Principale (UFC Fight Pass) | Card Principale (UFC Fight Pass) | Card Principale (UFC Fight Pass)                   | Card Principale (UFC Fight Pass) | Card Principale (UFC Fight Pass) | Card Principale (UFC Fight Pass) |
| --------------------------------- | -------------------------------- | -------------------------------- | -------------------------------- | -------------------------------- | -------------------------------------------------- | -------------------------------- | -------------------------------- | -------------------------------- |
|                                   | Pesi Paglia (F)                  | Rose Namajunas                   | batte                            | Paige VanZant                    | Sottomissione (rear-naked choke)                   | 5                                | 2:25                             | POTN                             |
|                                   | Pesi Leggeri                     | Michael Chiesa                   | batte                            | Jim Miller                       | Sottomissione (rear-naked choke)                   | 2                                | 2:57                             | FOTN                             |
|                                   | Pesi Leggeri                     | Sage Northcutt                   | batte                            | Cody Pfister                     | Sottomissione (ghigliottina)                       | 2                                | 0:41                             |                                  |
|                                   | Pesi Medi                        | Thiago Santos                    | batte                            | Elias Theodorou                  | Decisione unanime (29-28, 29-27, 29-27)            | 3                                | 5:00                             |                                  |
| Card Preliminare (UFC Fight Pass) |                                  |                                  |                                  |                                  |                                                    |                                  |                                  |                                  |
|                                   | Pesi Welter                      | Tim Means                        | batte                            | John Howard                      | KO (pugno)                                         | 2                                | 0:21                             | POTN                             |
|                                   | Pesi Welter                      | Sergio Moraes                    | batte                            | Omari Akhmedov                   | KO Tecnico (pugni)                                 | 3                                | 2:18                             |                                  |
|                                   | Pesi Medi                        | Antonio Carlos Junior            | contro                           | Kevin Casey                      | No Contest (dita negli occhi)                      | 1                                | 0:11                             |                                  |
|                                   | Pesi Gallo                       | Aljamain Sterling                | batte                            | Johnny Eduardo                   | Sottomissione (ghigliottina)                       | 2                                | 4:18                             |                                  |
|                                   | Pesi Welter                      | Santiago Ponzinibbio             | batte                            | Andreas Stahl                    | KO Tecnico (pugni)                                 | 1                                | 4:25                             |                                  |
|                                   | Pesi Welter                      | Danny Roberts                    | batte                            | Nathan Coy                       | Sottomissione Tecnica (strangolamento a triangolo) | 1                                | 2:46                             |                                  |
|                                   | Pesi Piuma                       | Zubaira Tukhugov                 | batte                            | Phillipe Nover                   | Decisione non unanime (28-29, 30-27, 30-27)        | 3                                | 5:00                             |                                  |
|                                   | Pesi Paglia (F)                  | Kailin Curran                    | batte                            | Emily Kagan                      | Sottomissione (rear-naked choke)                   | 2                                | 4:13                             |                                  |

## Premi
I lottatori premiati ricevettero un bonus di 50.000 dollari.
Legenda:
- FOTN: Fight of the Night (vengono premiati entrambi gli atleti per il miglior incontro dell'evento)
- POTN: Performance of the Night (viene premiato il vincitore per la migliore performance dell'evento)

## Incontri Annullati
|  | Divisione       |                   |        |               | Motivo                                 |
|  | --------------- | ----------------- | ------ | ------------- | -------------------------------------- |
|  | Pesi Paglia (F) | Joanne Calderwood | contro | Paige VanZant | La Calderwood venne rimossa dalla card |
|  | Pesi Welter     | Sheldon Westcott  | contro | Edgar Garcia  | L'incontro venne spostato a UFC 195    |
|  | Pesi Welter     | Omari Akhmedov    | contro | Lyman Good    | Good venne rimosso dalla card          |
|  | Pesi Welter     | Michael Graves    | contro | Danny Roberts | Graves subì un infortunio              |